# Кастанде
Кастанде (фр. Castandet) насеље је и општина у југозападној Француској у региону Аквитанија, у департману Ланд која припада префектури Мон де Марсан.
По подацима из 2011. године у општини је живело 398 становника, а густина насељености је износила 23,89 становника/km². Општина се простире на површини од 16,66 km². Налази се на средњој надморској висини од 110 метара (максималној 126 m, а минималној 67 m).

## Демографија
| 1962. | 1968. | 1975. | 1982. | 1990. | 1999. | 2011. |
| ----- | ----- | ----- | ----- | ----- | ----- | ----- |
| 431   | 433   | 397   | 384   | 375   | 413   | 398   |

График промене броја становника у току последњих година